# Janina Koroltsjik
Janina Dyslavovna Pravalinskaja-Koroltsjik (Wit-Russisch: Яніна Дзіславаўна Правалінская-Карольчык) (Hryshchonovichi (Oblast Grodno), 26 december 1976) is een Wit-Russisch atlete en olympisch kampioene.

## Loopbaan
Koroltsjik won tijdens de Olympische Spelen van 2000 in Sydney de gouden medaille bij het kogelstoten. En werd een jaar later in het Canadese Edmonton wereldkampioene in een nationaal record.
In 2003 testte Koroltsjik positief op het gebruik van Clenbuterol, zij werd voor de duur van twee jaar geschorst.

## Titels
- Olympisch kampioene kogelstoten - 2000
- Wereldkampioene  kogelstoten - 2001
- Wit-Russisch kampioene kogelstoten - 1997, 1998, 2007, 2010
- Wit-Russisch indoorkampioene kogelstoten - 2010

## Persoonlijke records
Outdoor
| Onderdeel    | Prestatie       | Datum           | Plaats   |
| ------------ | --------------- | --------------- | -------- |
| Discuswerpen | 59,90 m         | 3 juli 1997     | Gomel    |
| Kogelstoten  | 20,61 m (ex-NR) | 5 augustus 2001 | Edmonton |

Indoor
| Onderdeel   | Prestatie | Datum         | Plaats     |
| ----------- | --------- | ------------- | ---------- |
| Kogelstoten | 19,12 m   | 15 maart 2003 | Birmingham |

## Palmares

### Discuswerpen
- 1997:  EK O23 - 56,36 m

### Kogelstoten
- 1995:  EKJ 16,95 m
- 1997: kwalificatie WK - 17,75 m
- 1997:  EK O23 17,98 m
- 1998:  EK - 19,23 m
- 1999: 4e WK - 19,17 m
- 2000:  OS - 20,56 m
- 2001: 9e WK indoor 17,52 m
- 2001:  WK - 20,61 m (NR)
- 2003: 7e WK indoor 18,91 m
- 2007: 9e WK - 18,17 m
- 2008: kwalificatie OS - 17,79 m
- 2010:  EK - 19,29 m
- 2012: kwalificatie OS - 17,87 m

1948: Micheline Ostermeyer ·
1952: Galina Zybina ·
1956: Tamara Tysjkevitsj ·
1960: Tamara Press ·
1964: Tamara Press ·
1968: Margitta Gummel ·
1972: Nadezjda Tsjizjova ·
1976: Ivanka Hristova ·
1980: Ilona Slupianek ·
1984: Claudia Losch ·
1988: Natalja Lisovskaja ·
1992: Svetlana Kriveljova ·
1996: Astrid Kumbernuss ·
2000: Janina Koroltsjik ·
2004: Yumileidi Cumbá ·
2008: Valerie Vili ·
2012: Valerie Adams ·
2016: Michelle Carter ·
2020: Gong Lijiao ·
2024: Yemisi Ogunleye
1983 Helena Fibingerová ·
1987 Natalja Lisovskaja ·
1991 Huang Zhihong ·
1993 Huang Zhihong ·
1995 Astrid Kumbernuss ·
1997 Astrid Kumbernuss ·
1999 Astrid Kumbernuss ·
2001 Janina Koroltsjik ·
2003 Svetlana Kriveljova ·
2005 Nadzeja Astaptsjoek ·
2007 Valerie Vili ·
2009 Valerie Vili ·
2011 Valerie Adams ·
2013 Valerie Adams ·
2015 Christina Schwanitz ·
2017 Gong Lijiao ·
2019 Gong Lijiao ·
2022 Chase Ealey ·
2023 Chase Ealey
- World Athletics: 14269821